# Narayan Apte

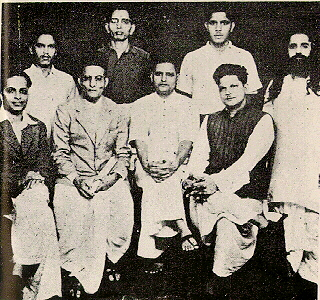
Gruppenfoto von ABHM-Anhängern aus den 1930/40er Jahren. Stehend: Shankar Kistaiya, Gopal Godse, Madanlal Pahwa, Digambar Badge, sitzend: Narayan Apte, Vinayak Damodar Savarkar, Nathuram Godse, Vishnu Karkare

Narayan Dattatraya Apte (Hindi मुक्त ज्ञानकोश विकिपीडिया से, * 1911; † 15. November 1949 in Ambala, Haryana) war der mutmaßliche Drahtzieher des Attentats auf Mahatma Gandhi.
Er machte seinen Abschluss auf der University of Bombay. Später arbeitete er als Lehrer in der amerikanischen Missionsschule in Ahmadnagar. Er wurde Mitglied der nationalistischen Hindu-Vereinigung Akhil Bharatiya Hindu Mahasabha. Dort traf er auf Nathuram Godse, den späteren Mörder Gandhis. Apte war auch an den anderen Anschlägen auf Gandhi beteiligt, die aber allesamt fehlschlugen. Es wird angenommen, dass er alle Attentate geplant hat. Nach der Ermordung Gandhis am 30. Januar 1948 wurde er festgenommen und genau wie Godse zum Tod durch Hängen verurteilt. Beide wurden am 15. November 1949 im Gefängnis von Ambala hingerichtet.
Nehru und zwei von Gandhis Söhnen hatten gegen die Hinrichtung protestiert, da sie darin einen Widerspruch zur Philosophie Gandhis sahen, der ein Gegner der Todesstrafe war.